# CD Primeiro de Agosto
Clube Desportivo Primeiro de Agosto (1º de Agosto Luanda) – angolski klub piłkarski założony w 1977. Zespół jest 9-krotnym mistrzem Angoli. Swój pierwszy tytuł klub zdobył w 1979.
Jeden z graczy klubu - Locó występował w reprezentacji Angoli na mistrzostwach świata 2006.

## Sukcesy
- Mistrzostwo Angoli (13 razy): 1979, 1980, 1981, 1991, 1992, 1996, 1998, 1999, 2006, 2016, 2017, 2018, 2019
- Puchar Angoli (5 razy): 1984, 1990, 1991, 2006, 2009
- Supechpuchar Angoli (7 razy): 1991, 1992, 1997, 1998, 1999, 2000, 2010

## Stadion
Klub rozgrywa swoje mecze na Estádio da Cidadela, który pomieścić może 60 000 widzów.